# Подлипник
Подлипник је насељено мјесто у општини Илијаш, Босна и Херцеговина.

## Становништво
|             | 2013.      | 1991.       | 1981.       | 1971.        |
| Укупно      | 1 (100,0%) | 14 (100,0%) | 18 (100,0%) | 39 (100,0%)  |
| Срби        | 1 (100,0%) | 13 (92,86%) | 15 (83,33%) | 16 (41,03%)  |
| Југословени | –          | 1 (7,143%)  | –           | –            |
| Бошњаци     | –          | –           | 3 (16,67%)1 | 23 (58,97%)1 |

1. 1 На пописима од 1971. до 1991. Бошњаци су пописивани углавном као Муслимани.